# Organodesma aurocrata
Organodesma aurocrata är en fjärilsart som beskrevs av László Anthony Gozmány. Organodesma aurocrata ingår i släktet Organodesma och familjen äkta malar. Inga underarter finns listade i Catalogue of Life.